# 池田清就
池田 清就（いけだ きよなり、1898年（明治31年）9月16日 - 1966年（昭和41年）6月4日）は、因幡若桜藩（鳥取西館新田藩）池田家第11代当主。最後の藩主であった池田徳定の子。母は、池田慶徳の養女・池田常子（池田敬三郎の長女）。1910年から1947年まで子爵であった。

## 経歴・人物
1910年（明治43年）襲爵し、学習院高等科を経て、1923年（大正12年）京都帝国大学経済学部卒業。

## 家系
菩提寺は向島の弘福寺で、関東大震災後の区画整理により昭和3年に清就が合葬したという記載がある
- 父 池田徳定
- 母 池田常子（池田慶徳養女、実父は池田敬三郎）
- 妻 池田謙子（侯爵池田仲博の娘）
- 長女 喜代子（1927年 - 、夫：辻達也）
- 次女 澄子（1929年 - 、夫：松前紀男）
- 長男 池田隆（1936年 - 1978年、子:真喜子（1966年 - 、母:愛敬治子 1944年 - 2000年)、妻：桑原三幸(1949年 - 、父：桑原善義））